# Helius eremnophallus
Helius eremnophallus är en tvåvingeart som beskrevs av Alexander 1978. Helius eremnophallus ingår i släktet Helius och familjen småharkrankar.
Artens utbredningsområde är Panama. Inga underarter finns listade i Catalogue of Life.